# Azy-sur-Marne
Azy-sur-Marne ist eine französische Gemeinde mit 370 Einwohnern (Stand: 1. Januar 2022) im Département Aisne in der Region Hauts-de-France. Sie gehört zum Arrondissement Château-Thierry und zum Gemeindeverband Région de Château-Thierry. Den Namenszusatz -sur-Marne trägt die Gemeinde seit 1939. Die Bewohner nennen sich Azyciens.

## Geografie
Die Gemeinde Azy-sur-Marne liegt auf halbem Weg zwischen Paris und Reims am rechten (nördlichen) Ufer der Marne. Umgeben wird Azy-sur-Marne von den Nachbargemeinden Essômes-sur-Marne im Norden, Chézy-sur-Marne im Süden, Romeny-sur-Marne im Südwesten sowie Bonneil im Westen.

## Bevölkerungsentwicklung
| Jahr      | 1962 | 1968 | 1975 | 1982 | 1990 | 1999 | 2011 | 2021 |
| Einwohner | 200  | 222  | 286  | 326  | 372  | 381  | 396  | 375  |

Im Jahr 1921 wurde mit 160 Bewohnern die bisher niedrigste Einwohnerzahl ermittelt. Die Zahlen basieren auf den Daten von cassini.ehess und INSEE.

## Sehenswürdigkeiten
- Kirche Saint-Félix aus dem 12. und 13. Jahrhundert, als Monument historique klassifiziert[4]

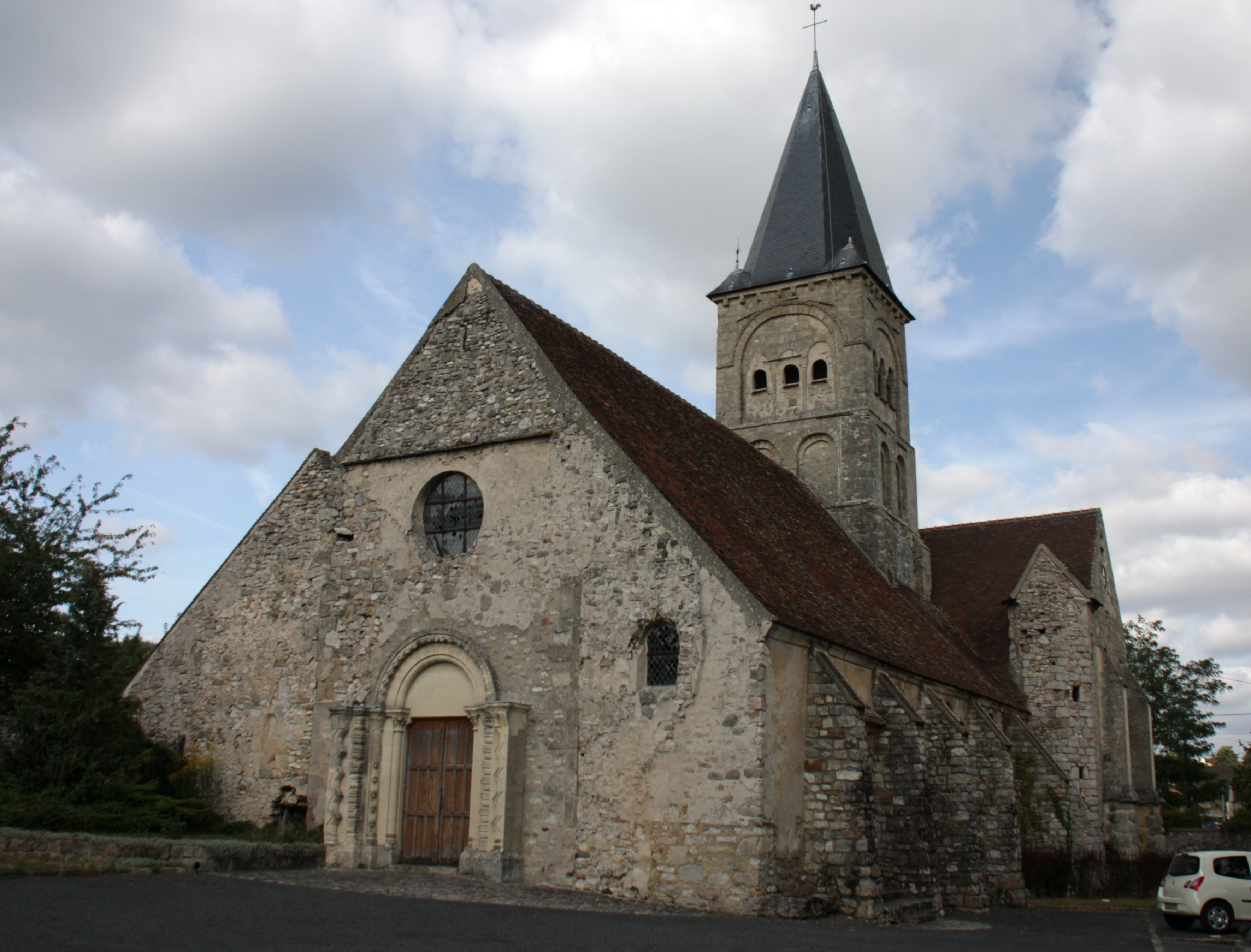
Kirche Saint-Félix

## Wirtschaft und Infrastruktur
In der Gemeinde sind drei Landwirtschaftsbetriebe (hauptsächlich Getreideanbau) und 37 Winzer ansässig. Die überwiegend mit Pinot Meunier (Schwarzriesling) bestockten Weinreben an den Hängen oberhalb der Marne in Azy gehören zur Großlage Vallée de la Marne am westlichen Ende des Weinbaugebietes Champagne.
Durch die Gemeinde Azy-sur-Marne führt die dem rechten Marneufer folgende Fernstraße D 969 von Château-Thierry nach Charly-sur-Marne. Zehn Kilometer nördlich von Azy-sur-Marne besteht ein Anschluss an die Autoroute A 4 von Paris nach Straßburg. Der auf der linken Seite der Marne befindliche Bahnhof Chézy-sur-Marne liegt an einer der Pariser Vorort-Bahnstrecken (Transilien).

## Belege
1. ↑  Ortsname auf cassini.ehess.fr
2. ↑  Azy-sur-Marne auf cassini.ehess.fr
3. ↑  Azy-sur-Marne auf insee.fr
4. ↑  Eintrag in der Base Mérimée des Kulturministeriums. Abgerufen am 30. März 2016 (französisch).
5. ↑  Landwirtschaftsbetriebe und Winzer auf annuaire-mairie.fr (französisch)